# Africký racek
Africký racek, v německé holubářské terminologii jednobarevný racek, je plemeno holuba domácího typické velkou kulatou hlavou a širokým, extrémně zkráceným zobákem. Jeho mezinárodně uznaným názvem je africká sovička, African owl. Je chován celosvětově podle jednotného standardu, není však příliš rozšířený. V seznamu plemen EE patří do plemenné skupiny racků a je zapsán pod číslem 0710. 
Africký racek pochází ze Severní Afriky, do současné podoby byl vyšlechtěný až v Evropě. Do té byl dovážen též pod názvem egyptský a tuniský racek. Tito ptáci byli malí, středozobí a připomínali spíše rejdiče. Tato původní forma je v Severní Africe chována stále a to pod názvem tuniský racek.
V německy mluvících zemích se toto plemeno označuje názvem jednobarevný racek. V současnosti je jednobarevný racek skutečně jen africká sovička, v minulosti se pod tímto názvem skrývalo více dnes již samostatných plemen jako národní rázy jednobarevného racka: Kromě afrického racka též anglický racek-sovička a německý jednobarevný racek s chocholkou.

## Charakteristika

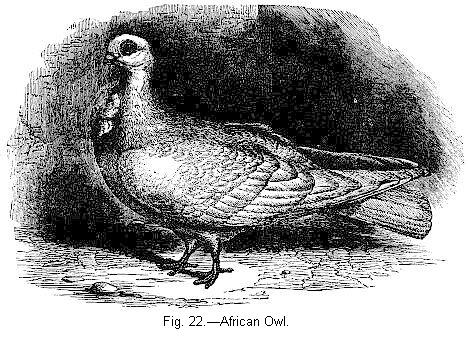
lustrace afrického racka Darwinově knize Variace zvířat a rostlin vlivem domestikace

Je to jedno z nejmenších plemen racků, s nejoblejšími tvary. V USA je africký racek křížen s jinými plemeny a jeho americký typ je proto větší, s mohutnější hlavou.
Je to malý holoubek s krátkým, širokým a ze všech stran zaobleným tělem a velkou hlavou. Tělo je držené vzpřímeně a pták je vyšší než delší. Cílem šlechtění je co největší hlava dokonale kulatého tvaru. Čelo je široké a vysoké a plynule přechází v široké srdčité ozobí a široký a silný, avšak velmi krátký zobák, který zcela splývá s linií hlavy. Hrdlo je vyplněné lalůčkem, takže hlava je opravdu ze všech stran oblá. Oči jsou velké, umístěné ve středu hlavy, oční duhovka je většinou oranžová, u strak může být i vikvová, u bílých holubů je vždy tmavá.
Krk je krátký a silný a plynule přechází v krátký, kompaktní a zaoblený trup. Na přední straně krku a hrudi se nachází náprsenka tvořená zkadeřeným peřím. Záda jsou krátká a spadající, křídla pevné přiléhají k tělu a jsou lehce nesená na kraji krátkého ocasu. Nohy jsou též krátké a neopeřené.
Zbarvení afrického racka je jen celobarevné v různých rázech plavých a plnobarevných. Uznanými rázy je bílý, černý, dun, hnědý, khaki, červený, žlutý, modrý pruhový a kapratý, stříbřitý, hnědý, červeně a žlutě plavý, modrý a stříbřitý bělouš a strakové. Strakové jsou ptáci s barevnými štíty křídel a ocasem, na zbytku opeření je bílá kresba.
Je to okrasné plemeno vhodné pro voliérový chov. Kvůli malému vzrůstu ptáků se ke krmení hodí jen malá semena, jako je čirok, semenec, proso, pšenice, řepka nebo vikev. Krátký zobák brání přirozenému odchovu holoubat, používají se proto chůvy z řad středozobých plemen rejdičů.